# Polastron (Haute-Garonne)
Polastron (okzitanisch gleichlautend) ist eine französische Gemeinde mit 64 Einwohnern (Stand: 1. Januar 2022) im Département Haute-Garonne in der Region Okzitanien (vor 2016 Midi-Pyrénées). Sie gehört zum  Kanton Cazères im Arrondissement Muret. Die Bewohner werden Polastronains genannt.

## Geographie
Polastron liegt etwa 62 Kilometer südwestlich von Toulouse am Touch, der die Gemeinde im Norden begrenzt. Umgeben wird Polastron von den Nachbargemeinden Labastide-Paumès im Norden, Casties-Labrande im Osten, Lussan-Adeilhac im Süden sowie Fabas im Westen.

## Bevölkerungsentwicklung
| Jahr                       | 1962 | 1968 | 1975 | 1982 | 1990 | 1999 | 2006 | 2013 | 2020 |
| Einwohner                  | 106  | 92   | 80   | 67   | 61   | 64   | 60   | 59   | 53   |
| Quellen: Cassini und INSEE |      |      |      |      |      |      |      |      |      |

## Sehenswürdigkeiten
- Kirche Saint-Exupère